# Union (New York)
Union è un comune (town) degli Stati Uniti d'America situato nella contea di Broome nello Stato di New York.
Nei pressi della località di Endicott si trova l'aeroporto Tri-Cities Airport. Infatti la stessa Endicott, l'altra località di Johnson City e la vicina Binghamton formano l'area metropolitana denominata Triple Cities.

## Località
- Choconut Center - hamlet
- Endicott - village
- Endwell - hamlet
- Johnson City - village
- Union Center - hamlet
- West Corners - hamlet
- Westover - hamlet
- West Endicott - hamlet